# Nāḩiyat ar Rawḑah
Nāḩiyat ar Rawḑah (arabiska: ناحية الروضة) är ett subdistrikt i Syrien.   Det ligger i provinsen Tartus, i den västra delen av landet, 180 km norr om huvudstaden Damaskus.
Trakten runt Nāḩiyat ar Rawḑah består till största delen av jordbruksmark. Runt Nāḩiyat ar Rawḑah är det tätbefolkat, med 511 invånare per kvadratkilometer.